# Lijst van spelers van RKC Waalwijk
Dit is een lijst van voetballers die minimaal één officiële wedstrijd hebben gespeeld in het eerste elftal van de Nederlandse betaaldvoetbalclub RKC Waalwijk of RKC.

## A
- Shawn Adewoye
- Tim Aelbrecht
- Romeo van Aerde
- Kemy Agustien
- Faissal Al Mazyani
- Furkan Alakmak
- Chovanie Amatkarijo
- Rémy Amieux
- Kenny Anderson
- Vurnon Anita
- Mitch Apau
- Philippe van Arnhem
- Hans van Arum
- Abdeslam Assouiki
- Adil Auassar
- Sebbe Augustijns
- Lion Axwijk
- Ayman Azhil

## B
- Maurits de Baar
- Nikki Baggerman
- Adnan Bajić
- Saïd Bakari
- Tim Bakens
- Zakaria Bakkali
- Sigourney Bandjar
- Martijn Barto
- Jean-David Beauguel
- Richard Beekink
- Raymond Beerens
- Sjoerd van Beers
- Iliass Bel Hassani
- Yesin Ben Mohamadi
- Charlison Benschop
- Fred Benson
- Peter van den Berg
- Ruud Berger
- Ricky van den Bergh
- Roland Bergkamp
- Mika Biereth
- John van Bijsterveld
- Mario Bilate
- Derk Boerrigter
- Adrie Bogers
- Marco Boogers
- Peter Bosz
- Nourdin Boukhari
- Khalid Boulahrouz
- Saïd Boutahar
- Miodrag Božović
- Dylan de Braal
- Robert Braber
- Marcel Brands
- Stanley Brard
- Karim Bridji
- Giovanni van Bronckhorst
- Michael van de Broek
- Jordy Brouwer
- Jeffrey Bruma
- Frank van Brunschot
- Dario Van den Buijs
- Alexander Büttner

## C
- Sandro Calabro
- Tom Cappan
- Willy Carbo
- Romeo Castelen
- Geoffrey Castillion
- José Maria Cela Ramilla
- Nenad Cerović
- Benjamin De Ceulaer
- Teddy Chevalier
- Charles Chiemezie
- Rigino Cicilia
- Pelle Clement
- Denilho Cleonise
- Jürgen Colin
- Tim Cornelisse
- Yuri Cornelisse
- Ton Cornelissen
- Nick Coster
- Jan Cruijssen

## D
- Vitalie Damașcan
- Lennerd Daneels
- Rudy Das
- Harry Decheiver
- Jordy Deckers
- Maxim Deckers
- Hannes Delcroix
- Patrick van Diemen
- Arjan van Dijk
- Dominique van Dijk
- Rob van Dijk
- Ivar van Dinteren
- Ryan Donk
- Adilson Ben David Dos Santos
- Bas Dreef
- Henrico Drost
- Sander Duits
- Augustus Dumbar

## E
- Lee-Roy Echteld
- James Efmorfidis
- Irvingly van Eijma
- Roshon van Eijma
- Evert-Jan Eikenhout
- Moaad El Bahraoui
- Achraf El Bouchataoui
- Morad El Haddouti
- Issam El Maach
- Redouan El Yaakoubi
- Stanley Elbers
- Ferdi Elmas
- Leo Van Der Elst
- Mark Engberink
- Malcolm Esajas
- Savvas Exouzidis

## F
- Karim Fachtali
- Juan Familia-Castillo
- Kevin Felida
- Alvin Fortes
- Giovanni Franken
- Robert Fuchs
- Cerezo Fung a Wing

## G
- Juriën Gaari
- Luwamo Garcia
- Johan Garrelfs
- Liam van Gelderen
- Jeremy Geleijns
- Ronny Van Geneugden
- Peter Gerards
- Dirk Goossens
- Prince-Désir Gouano
- Erik Gouda
- Raimond van der Gouw
- Dejan Govedarica
- Noël de Graauw
- Garry De Graef
- Dwayne Green
- Serginho Greene
- Alexandre Di Gregorio
- Mike Grim
- Donny de Groot
- Wouter Gudde
- Joey Guðjónsson

## H
- Hans van de Haar
- Ramon van Haaren
- Erik ten Hag
- Emil Hansson
- Nils den Hartog
- Kees Heemskerk
- Hans Heeren
- Ron Heesakkers
- Eugène van der Heide
- Michael van der Heijden
- Jos van Herpen
- Delano Hill
- Marc van Hintum
- Jergé Hoefdraad
- André Hoekstra
- Kenny Van Hoevelen
- Vincent van Hoof
- Marco van Hoogdalem
- Rick Hoogendorp
- Roald van Hout
- Jeroen Houwen
- Thomas Huijben
- Arjan Human
- Leon Hutten

## I
- Fouad Idabdelhay
- Mohamed Ihattaren
- Pius Ikedia
- Jonas Ivens

## J
- Alexander Jakobsen
- Nico Jalink
- Eric Jansen
- Jochen Janssen
- Mark Janssen
- Tim Janssen
- Ron Janzen
- Felino Jardim
- Birger Jensen
- Aurélien Joachim
- Ola John
- Paddy John
- Anton Jongsma
- Anton Joore
- Florian Jozefzoon
- Peter Jungschläger

## K
- Rob van der Kaay
- Hervé Kage
- Darije Kalezić
- Stephan Keller
- Joey Kesting
- Maik van den Kieboom
- Jonathan Kindermans
- Gerrie Kleton
- Tieme Klompe
- Milano Koenders
- Jari Koenraat
- Bas de Kok
- Kevin de Kok
- Ozan Kökçü
- Santi Kolk
- Hans Kraay jr.
- Michiel Kramer
- Michael Krohn-Dehli
- Gert Kruys
- Roy Kuijpers
- Martijn Kuiper

## L
- Michael Lamey
- Jan Lammers
- John Lammers
- Kostas Lamprou
- Roberto Lanckohr
- Pieter Langedijk
- Vlatko Lazić
- Tommie van der Leegte
- Ad Leemans
- Clint Leemans
- Patrick Leijtens
- Julian Lelieveld
- Erwin Lemmens
- Willem Letemahulu
- Ohad Levita
- Mart Lieder
- Gérard Lifondja
- Bob Lindhout
- Julen Lobete
- Hans van Loen
- John van Loenhout
- Chris Lokesa
- Didi Longuet
- Tim van de Loo
- Santinho Lopes Monteiro
- Jos Luhukay
- Gijs Luirink
- Anthony Lurling
- Thierry Lutonda

## M
- Rob Maas
- Darren Maatsen
- Josemar Makiavala
- Jordi Malela
- Richonell Margaret
- Gianluca Maria
- Maarten Martens
- Cuco Martina
- Derwin Martina
- Danny Mathijssen
- Aaron Meijers
- Raz Meir
- Shkodran Metaj
- Melle Meulensteen
- Mohamed Mezghrani
- David Min
- Rogier Molhoek
- Ricardo Moniz
- Frank van Mosselveld
- Dustley Mulder
- Hans Mulder
- Rick Mulder
- Toby Mulder
- Danny Muller
- Fabrizio Marcucci

## N
- Anass Najah
- Imad Najah
- David Nascimento
- Gigli Ndefe
- Robby Ndefe
- Krisztián Németh
- Cyril Ngonge
- Anders Nielsen
- Reuven Niemeijer
- Steef Nieuwendaal
- Leon van Nieuwkerk
- Lars Nieuwpoort
- Joeri Nikiforov
- Paul Nortan
- Jeffrey van Nuland
- Emmanuel Nwakire
- Chidi Nwanu

## O
- Anthony Obodai
- Jens Odgaard
- Marvin Ogunjimi
- Steve Olfers
- Nicolás Olsak
- Jason Oost
- Thijs Oosting
- Endy Opoku Bernadina
- Yanick van Osch
- Yassin Oukili
- Okan Özçelik

## P
- Hubertson Pauletta
- Patrick Peelen
- Dino Peljto
- Jos Peltzer
- Dennis van der Pennen
- Ard van Peppen
- Fabian Peppinck
- Joel Pereira
- Tim Peters
- Joeri Petrov
- Željko Petrović
- Bobby Petta
- Touvarno Pinas
- Gregory Playfair
- Jerold Promes
- Dennis Purperhart
- Eddy Putter

## Q
- Paul Quasten

## R
- Guy Ramos
- Norbert Rebsch
- Iwan Redan
- Tijjani Reijnders
- Jordan Remacle
- Leandro Resida
- Martijn Reuser
- Ray Richardson
- Daniël de Ridder
- Daan Rienstra
- Sjack van Rijsbergen
- René van Rijswijk
- Godfried Roemeratoe
- Dennis Rommedahl
- Lubeka Ronsard
- Humphrey Rudge
- Roy Rudonja
- Wesley de Ruiter
- Randy Rustenberg

## S
- Hafid Salhi
- Radoslav Samardžić
- Roel van de Sande
- Moussa Sanoh
- Cees Schapendonk
- Damiano Schet
- Mitchell Schet
- Bobby Schoonens
- Maurice Schopenhouer
- Maarten Schops
- Alfred Schreuder
- Dick Schreuder
- Sjoerd Schrier
- Jan Šeda
- Collin Seedorf
- Tarik Sektioui
- Mats Seuntjens
- Dylan Seys
- Mark Sifneos
- Edward Sijahailatua
- Yoeri Sijbers
- Khalid Sinouh
- Denzel Slager
- Rodney Sneijder
- Evander Sno
- Ferne Snoyl
- Rob van Sonsbeek
- Sylla Sow
- Mark Spenkelink
- Stijn Spierings
- Fabian Sporkslede
- Jeff Stans
- Phil Starbuck
- Jeffrey van der Steen
- Wout van Steenveldt
- Filip Stevanović
- Finn Stokkers
- Jurgen Streppel
- Nicklas Svendsen

## T
- Anas Tahiri
- Jasar Takak
- Ilias Takidine
- Mickaël Tavares
- Herman Teeuwen
- Virgilio Teixeira
- Jordy Thomassen
- Gábor Torma
- Ahmed Touba
- Peter Treffers
- David Triantafillidis

## U
- Desley Ubbink

## V
- Etienne Vaessen
- Marcel Valk
- Arsenio Valpoort
- Toni Varela
- Bernardo Vasconcelos
- Leo van Veen
- Nick van der Velden
- Ruud van der Velden
- Stefan Velkov
- Peter van Velzen
- Richard van der Venne
- Dylan Vente
- Jacky Verbeek
- Jan Verduijn
- Maikel Verkoelen
- Thomas Vermaelen
- Jacques Vermeulen
- Kevin Vermeulen
- Arie Vernooy
- Jan Vertonghen
- Patrick Vervoort
- Ivan Vicelich
- Kevin Vink
- Wilko de Vogt
- Hans Vonk
- Rick ten Voorde
- Eddy Vorm
- Ralph Vos
- Johan Voskamp
- Regilio Vrede
- Patrick Vroegh

## W
- Ezra Walian
- Carlos van Wanrooij
- Silvester van der Water
- Gerben van der Weerd
- Ingo van Weert
- Daouda Weidmann
- Hans Werdekker
- Jurgen Wevers
- Ad van de Wiel
- Jesse Wielinga
- Clyde Wijnhard
- Edwin de Wijs
- Tamati Williams
- Derk-Jan de Wit
- Nando Wormgoor
- Luuk Wouters

## Y
- Ismaïl Yıldırım

## Z
- Oskar Zawada
- Chakib Zbayri
- Simon van Zeelst
- Furhgill Zeldenrust
- Jordy Zielschot
- Jeroen Zoet
- Gianni Zuiverloon
- Lowie van Zundert
- Michel van Zundert
- Theo Zwarthoed